# تعاويذ هاري بوتر
تعاويذ هاري بوتر هي قائمة لتعاويذ سحرية ذكرتها الكاتبة ج. ك. رولينج في سلسلة هاري بوتر. وتستخدم من قِبل السحرة لتحقيق تأثيرات مُفيدة دون اللجوء للتكنولوجيا الحديثة.

## قائمة التعاويذ
- ستوبيفاي Stupefy لصعق العدو. في كتب هاري بوتر وجماعة العنقاء Order Of The Pheonix.
- ريبارو لإصلاح الأشياء المكسورة ظهرت لأول مرة في هاري بوتر وحجر الفلاسفة.
- إكسبليارموس Expelliarmus للتجريد من السلاح.[4] ظهرت في هاري بوتر وحجرة الأسرار Chamber of Secrets.
- إكسبكتو باترونام Expecto Patronum للحماية من الدمنتورز. ظهرت في هاري بوتر وسجين أزكابان Prisoner Of Azkaban.
- ريدوكتو Reducto للتدمير. ظهرت في هاري بوتر وجماعة العنقاء the Order of the Phoenix.
- ريكتوسيمبرا Recktosembra للدغدغة. ظهرت في هاري بوتر وحجرة الأسرار Chamber of Secrets.
- فولنرا سامنتوا تعويذة للشفاء من أي جرح. ظهرت في هاري بوتر والأمير الهجين half blood Prince.

كونفرينجو confringo تعويذة التدمير. ظهرت في فيلم هاري بوتر ومقدسات الموت الجزء الثاني deathly hallows part 2.
- ساربنسورتيا Sarensoritta لاستدعاء ثعبان كوبرا. ظهرت في هاري بوتر وحجرة الأسرار Chamber of Secrets.
- لوموس Lumos تعويذة النور. ظهرت في هاري بوتر وسجين ازكابان Prisoner Of Azkaban.
- نوكس nox لابطال تعويذة لوموس. ظهرت في هاري بوتر وسجين ازكابان Prisoner Of Azkaban

لوموس ماكسيما Lumos maxima تعويذة النور بشكل أقوى. ظهرت في هاري بوتر و سجين أزكابان Prisoner Of Azkaban.
- ريديكولوس redeculas. وهي التعويذة التي تستخدم مع البوجارت أو المتمثل السحري الذي يأخذ شكل أسوأ ما

تخاف منه على الإطلاق مثلما تمثل لهاري شكل حارس أزكابان في تدريبه مع لوبين. ظهرت في هاري بوتر وسجين أزكابان Prisoner Of Azkaban.
- إنجورجيو Ingorjio. تعويذة لتكبير الحجم. ظهرت في هاري بوتر وكأس النار Goblet of Fire.
- سيكتوسيمبرا Sectumsempra لتقطيع الخصم. ظهرت في هاري بوتر والأمير الهجين Half-Blood Prince.
- الارتي اسندري Alarte Ascendare تجعل الشيء يطير عاليًا في الهواء. ظهرت في هاري بوتر وحجرة الأسرار Chamber of Secrets.
- فيرا فيرتو vira virto لتحويل الحيوانات الي اقداح مياه ظهرت في هاري بوتر وحجرة الأسرار Chamber Of Secrets.

إفيرتي ستاتيم لإبعاد الخصم. ظهرت في هاري بوتر و حجرة الأسرار Chamber of Secrets 
- وينجارديام لفيوزا وهي تعويذة الطيران ظهرت في هاري بوتر وحجر الفيلسوف sorserocs stone.
- كروشيو (بالإنجليزية: Crucio)‏ (لعنة غير مغتفرة Unforgivable Curse) لعنة التعذيب. ظهرت في هاري بوتر وكاس النار Goblet of Fire. وهي تجعل من ينفذها على أحد ان يجعل الشخص الواقع تحت التعويذة أن يعذب نفسه بنفسه أو أن يشعر بآلام لا حد له وقد تؤدى للوفاة لو استمرت بشكل طويل. كاد سيدريك ديجوري يتعرض له على يد فيكتور كرام في المتاهة الكبرى أثناء البحث عن كأس البطولة لولا أن أنقذه هاري بوتر منها.و هي نفس التعويذة التي أفقدت والد ووالدة نيفيل عقليهما من فرط العذاب وإستجــواب أعوان فولدمورت لهما
- امبريو (بالإنجليزية: Imperio)‏ (لعنة غير مغتفرة Unforgivable Curse) لعنة التحكم. ظهرت في هاري بوتر وكاس النار Goblet of Fire. والتي تتخصص الملعونة بيلاتريكس ليسترانج مساعدة فولدمورت في إستعمالها. وملخص ما تستطيع هذة التعويذة فعله هي أنها تمكنك من أن تأمر الذي وقعت عليه التعويذة بفعل أي شيء حتى لو كان مخالفًا لمعتقداته أو مبادئه بمعنى أنك تأمره بالسرقة أو القتل أو أي فعل مشين آخر فينفذه من دون أدنى تفكير أو تردد.
- أفادا كدافرا (بالإنجليزية: Avada Kedavra)‏ (لعنة غير مغتفرة Unforgivable Curse) لعنة القتل. ظهرت في هاري بوتر وكاس النار Goblet of Fire. أشنع تعويذة على وجه الأرض وحتى في عالم هاري بوتر. فهى التعويذة القاتلة والتي لا مناص منها ولا فرار، وأشهر من تعرضوا لها هم ثلاثة أشخاص وهم: (ليلي بوتر / جيمس بوتر / سيدريك ديجوري /سيريوس بلاك) الذين ماتوا جميعًا على يد اللورد فولدمورت. وهي تستلزم قوة غير عادية للتحكم فيها وإطلاقها نحو أي هدف.
- ألوهومورا Alohomora لفتح الباب. ظهرت في هاري بوتر وجماعة العنقاء Order of The Phoenix.
- بيترفكس توتالس تعويذة التجميد. ظهرت في فيلم هاري بوتر وحجر الفيلسوف the sorcerer's stone.
- براكيام اميندو تعويذة لعلاج العظام المكسورة.ظهرت في فيلم هاري بوتر وحجرة الأسرار chamber of secrets.
- اكيو Accio للاستدعاء. ظهرت في هاري بوتر وكاس النار Goblet of Fire.
- انسنديو Incendio للإحراق. ظهرت في هاري بوتر ومقدسات الموت Deathly Hallows.
- ليجلمينت Legilimens تسمح للمستخدم بالدخول لعقل الضحية. ظهرت في هاري بوتر والامير خليط الدم Half-Blood Prince.
- اوبلفييت تسمح للمستخدم محو ذاكرة الضحية. ظهرت في هاري بوتر وحجرة الأسرار Chamber Of Secret.[5]
- هيبدرايت تسمح لك بقراه افكار الشخص الآخر وتغيرها
- يوفوريا Euphoria تعطي الشعور بالنشوة وتتحكم بالشخص ليصبح بحالة نفسية جيدة. ظهرت في هاري بوتر ومقدسات الموت

```
Deathly Hallows
```

- آرانيا اكزاماي arania exumai لابعاد الخصم

- ايموبيلس